# Onthophagus flavipennis
Onthophagus flavipennis är en skalbaggsart som beskrevs av D'orbigny 1905. Onthophagus flavipennis ingår i släktet Onthophagus och familjen bladhorningar. Inga underarter finns listade i Catalogue of Life.